# オックスフォード英語辞典
『オックスフォード英語辞典』(オックスフォードえいごじてん、英: Oxford English Dictionary) は、オックスフォード大学出版局が刊行する記述的英語辞典である。略称はOED。『オックスフォード英語大辞典』とも呼ばれる。世界中の多様な英語の用法を記述するだけでなく、英語の歴史的発展をも辿っており、学者や学術研究者に対して包括的な情報源を提供している。

## 概要
2015年現在の最新版である第2版 (1989年刊行) は本体20巻 (累計21,730頁) と補遺3巻 (累計1,022頁) から構成され、主要な見出し語数は291,500、定義または図説のある小見出し語やその他の項目を含めると615,100。そのうち発音を記載した項目は139,900、語源を記載した項目は219,800、用例の引用を記載した項目は2,436,600である。ボランティア方式により、多くの用法、意味などの収集に成功した。
この辞典は古今東西の英語の文献に現れたすべての語彙について、語形とその変化・語源・文献初出年代・文献上の用例の列挙・厳密な語義区分とその変化に関する最も包括的な記述を行うことをその特長とする。ギネス・ワールド・レコーズによれば、約600,000語を収録するオックスフォード英語辞典は世界で最も包括的な単一の言語による辞書刊行物である。
Open Directory Projectは、World Wide Web上のウェブディレクトリの分野で、この方法を踏襲している。

## 編纂・発行史
1857年、言語学協会によって編纂が開始される(pp103–4,112)。
1884年、未製本の分冊版が発行され始める。それ以降も A New English Dictionary on Historical Principles; Founded Mainly on the Materials Collected by The Philological Society (NED) の名の下に編纂事業は継続された(p169)。
1895年、The Oxford English Dictionary (OED) の表題が最初に使用された合冊版が非公式に発行される。
1928年、全10巻に製本された完全版が再発行される。
1933年、12冊の分冊と1冊の補遺版として増刷された際、辞典の表題がすべてThe Oxford English Dictionary (OED) に置き換えられる。以後も第2版刊行まで補遺を重ねた。
1988年、最初の電子版が製作され、利用可能となる。
1989年、全20巻から成る第2版が刊行される。
2000年、オンライン版が利用可能となる。2014年4月時点で、一か月に200万件を超えるアクセス数があった。
同年、第3版の編纂が開始される。2014年現在までに全工程のおよそ3分の1が完了している。第3版はおそらく電子媒体でのみ発行されるとみられている。オックスフォード大学出版局の最高経営責任者であるナイジェル・ポートウッドは、書籍印刷版について「たぶん出版されないだろう」と述べている。

## 歴史的性格
歴史的な辞書としてOEDは、単に単語の現在の用法を示すのではなく、むしろそれらの歴史的発展を示すことにより、単語を説明している。それゆえに、すでに使われなくなった単語の意味も含めて、単語の意味の使われ始めた順に定義を示している。各定義は多くの短い用例や引用とともに示されている。個別にみると、最初の引用は、編集者らが知っている中で、その単語に関する最初に記録された例を示している。現在の用法にはない単語や意味の実例においては、最後の引用が、最後に知られ記録された用法であることを示している。これにより、読者は現在使われている特定の単語のおおよその時代的感覚を知ることができる。そして、追加的な引用により、辞書編集者が提供できるどんな説明よりも、その単語が文脈の中でどのように使われているかについての情報を読者が確かめることを助けている。
OEDの項目の形式は、他の多くの辞書編集事業に影響を与えた。グリム兄弟の『Deutsches Wörterbuch』の初期の巻のようなOEDに対する先駆者は、当初限られた数の情報源からしか引用を提供していなかった。OEDの編集者らが、広範な作家や出版物などの選集からのかなり短い引用のより大きなグループを好んで選んだことは、『Deutsches Wörterbuch』の後の巻や他の辞書編集法に影響を与えた。

## 項目数と相対的大きさ
出版者らによれば、OED第2版の解説本文を含めた5900万に及ぶ単語を一人の人間がすべてキー入力するのには120年、さらに校正するのに60年かかるという。また、電子データ化して保存しようとすると540メガバイトの容量が必要になる。2005年11月30日時点で、オックスフォード英語辞典には、約301,100の主項目が収録されている。これらを補う形で、さらに157,000の太字で示された複合語や派生語、169,000の斜字体で示された句や複合語、 全部で616,500の語形、137,000の発音、249,300の語源、577,000の相互参照（クロスリファレンス）、および2,412,400の語法・引用が記されている。OEDの最新かつ完全な印刷版である第2版（1989年発行）は、全20巻で印刷され、21,730ページに291,500の項目から構成されている。OED第2版で最も記述部の長い項目は、動詞としてのsetで、430の意味を記述するのに60,000語を要している。OED第3版に向けて、各項目はMから順に改訂され始めたことで、最も多くの紙面を要する項目（単語）は変遷しており、2000年にはmakeに、2007年にはputに、そして2011年にはrunになった
その印象的なサイズにもかかわらず、OEDは世界最大の辞典でも世界で最も早くに網羅的に作られた言語の辞典でもない。OEDと似たような目的をもつオランダの『Woordenboek der Nederlandsche Taal』が世界最大で、完成するのにOEDの2倍以上の時間がかかっている。このほかの初期の大型辞典は、グリム兄弟の『Deutsches Wörterbuch』で、1838年に編纂が始まり、1961年に完成した。近代のヨーロッパ言語に捧げられた最初の大辞典である『Vocabolario della Crusca』の初版は、1612年に発行された。『Dictionnaire de l'Académie française』の初版は1694年にまで遡る。スペイン語の公式辞典『Diccionario de la lengua española』（レアル・アカデミア・エスパニョーラにより企画・編集・出版された）の初版は、1780年に出版されている。中国語の康熙字典は1716年に刊行されている。

## 他のオックスフォード英語辞書との関係
OEDの実用性と歴史的辞書としての名声は、その全てがOED自体と直接の関係にある訳ではないにせよ、多くの成果となる事業や他の「オックスフォード」と冠する辞書の数々を生み出した。
元々は1902年に始まり、1933年に完成した『The Shorter Oxford English Dictionary』は、OEDの完成品の簡約版であり、歴史的視点を保っているが、シェイクスピア、ミルトン、スペンサー、欽定訳聖書により用いられた単語を除いては、1700年以前に廃れた単語は全く含まれていない。完全な新版はOED第2版から作られ、1993年に出版されたほか、さらなる改訂版がこれを追うように2002年と2007年に刊行された。
『The Concise Oxford Dictionary』は、これとは異なる作品で、その目的は現代英語のみをカバーすることにあり、歴史的視点は取り入れていない。そのほとんどがOED第1版を基に編まれた初版は、フランシス・ジョージ・ファウラーとヘンリー・ワトソン・ファウラーにより編集され、主な作品が完成する前の1911年に出版された。いくつかの改訂版は、20世紀を通して発行され、英語の語法の変化に応じて、更新され続けている。
1998年、『新オックスフォード英英辞典』 (NODE) が出版された。NODEは現代英語をカバーする目的なのだが、OEDに基づかない編集作業が行われた。その代りに、コーパス言語学の助けを借りた全く新しい英語辞典として生み出された。NODEが出版されると、これに似た全く新しい『Concise Oxford Dictionary』が追従し、今度はOEDよりもむしろNODEの簡略版に基づいた辞典となった。NODEは（Oxford Dictionary of English; ODEという新しい表題の下）、『New Oxford American Dictionary』を含めて、現在は学問的な歴史的辞書の基礎としてのみ供されるOEDとともに、オックスフォードの現代英語辞書の生産ラインにとって主要な源泉であり続けている。

## 綴り
OEDは、見出し語を（labor, centerなどの）異なる綴りとともに、英国式綴りで表記している（例: labour, centre）。接尾辞については、イギリス英語では、より一般的に-iseと綴られるが、オックスフォード大学出版局の方針では、-izeと綴るよう、指示されている。例えば、realizeとrealise、globalizationとglobalisationなどである。その理論的根拠は、語源学的にこの英語の接尾辞は主にギリシャ語の接尾辞である-ιζειν, (-izein)、またはラテン語の-izāreから派生している点にある。-zeも時折アメリカニズムとして扱われるが、-zeの接尾辞がその単語の本来属していなかったところへ紛れ込んだ限りで、イギリス英語ではanalyse、そしてアメリカ英語ではanalyzeと、それぞれ綴られる。